# Valdelagua del Cerro
Valdelagua del Cerro település Spanyolországban, Soria tartományban. Valdelagua del Cerro Magaña, Cigudosa, Castilruiz, Fuentestrún és Trévago községekkel határos. Lakosainak száma 13 fő (2024).

## Népesség
A település népessége az elmúlt években az alábbi módon változott:
| Lakosok száma | 22   | 17   | 16   | 16   | 17   | 19   | 19   | 18   | 13   | 13   |
|               | 2001 | 2004 | 2007 | 2009 | 2012 | 2014 | 2017 | 2019 | 2022 | 2024 |